# 23 км (Кемеровская область)
23 км (рзд 23 км, разъезд 23 километр) — разъезд в Юргинском районе Кемеровской области. Входит в состав Юргинского сельского поселения.

## География
Центральная часть населённого пункта расположена на высоте 227 м над уровнем моря.

## Население
| 2010 |
| ---- |
| 21   |

### Половой состав
По данным Всероссийской переписи населения 2010 года, в разъезде 23 км проживал 21 человек (13 мужчин, 8 женщин).

## Улицы
В населённом пункте имеется одна улица — Железнодорожная.